# Alexander Sutherland Neill
Alexander Sutherland Neill (ur. 17 października 1883 w Forfar w Szkocji, zm. 23 września 1973 w Alderburgh) – nauczyciel języka angielskiego. Znany przede wszystkim jako twórca szkoły Summerhill (od nazwy wzgórza w Anglii), która reprezentowała nowatorskie podejście w pedagogice zezwalające dzieciom na dużą swobodę w nauce, niestosowanie obowiązku szkolnego oraz wspieranie rozwoju według indywidualnych chęci i ciekawości dziecka.

## Życie i poglądy
W 1908 r. ukończył anglistykę na Uniwersytecie w Edynburgu, podejmując się pracy nauczycielskiej i dziennikarskiej, zaś już w 1915 r., pracując jako zastępca dyrektora w jednej ze szkockich szkół wiejskich, wydał swoją pierwszą książkę pt. „A Dominie’s Log”. Po zwolnieniu go ze służby oficerskiej w czasie I wojny światowej ze względu na zły stan zdrowia, podjął się w 1919 r. pracy nauczycielskiej w King Alfred School w Londynie, dzięki której poznał amerykańskiego pedagoga, psychoanalityka a zarazem twórcę szkoły alternatywnej, progresywnej dla młodzieży niedostosowanej w Dorset pod nazwą – The Little Commonwealth.
Celem wychowania zdaniem Neilla jest wolność, a wolność to radość robienia tego, co sprawia dziecku przyjemność z zachowaniem granic innych ludzi. Wychowanie w Summerhill miało charakter emancypacyjny. Obecnie szkołę prowadzi wychowana w ideach ojca córka – Zoe Readhead.

## Statut Summerhill
1. Dostarczenie dzieciom odpowiednich warunków do rozwoju zgodnie z własnym tempem i zainteresowaniami.
2. Pozwolenie dziecku na bycie wolnym od obowiązkowych i narzuconych mu zadań, pozwalając na rozwijanie własnych celów i wewnętrznych osiągnięć.
3. Pozwolenie dziecku na niezależność w zabawie.
4. Pozwolenie dzieciom na odczuwanie całego wachlarza emocji, bez oceny czy interwencji za strony dorosłych.
5. Zapewnienie dziecku życia w społeczności, która je wspiera, za którą dziecko też jest odpowiedzialne, i w której dzieci mają poczucie, że są wolne i odczuwają siłę do generowania zmian ze społeczności zgodnie z demokratycznymi zasadami.

## Publikacje
- 1926: The Problem Child;
- 1932: The Problem Parent;
- 1936:  That Dreadful School;
- 1952:  The Free Child ;
- 1962: Summerhill;
- 1966: Freedom — not License;
- 1971: Talking of Summerhill;
- 1992: Mowa Summerhill;
  - 1994: wydanie polskie: Zysk i S-ka, Poznań, ISBN 83-7120-098-6.